# Alain Tardif
Pour les articles homonymes, voir Tardif.
Alain Tardif B.A., LL.L (né le 23 août 1946) est un avocat et homme politique fédéral du Québec.

## Biographie
Né à Asbestos dans la région de l'Estrie, il devient député du Parti libéral du Canada dans la circonscription fédérale de Richmond en 1979. Réélu en 1980 et dans Richmond—Wolfe en 1984. Il est défait en 1988 par le progressiste-conservateur Yvon Côté.
Durant son passage à la Chambre des communes, il est porte-parole adjoint en matière d'Agriculture de 1987 à 1988, porte-parole en matière de Mines de 1984 à 1987 et de Développement rural en 1988 et secrétaire parlementaire du Solliciteur général du Canada de 1982 à 1984.